# Papež Anter
Sveti Anter, papež in mučenec, Rimskokatoliške cerkve, * 2. stoletje n. št., Petilia Policastro (Kalabrija, Italija, Rimsko cesarstvo); † 3. januar 236, Rim (Italija, Rimsko cesarstvo)
. V Rimskokatoliški cerkvi god 3. januarja.

## Življenjepis
Papež Anter je Poncijanov naslednik. Njegovo ime je latinska oblika imena grškega boga zavrnjene ljubezni Anteros. Na Petrov sedež je bil izvoljen, ko je preganjal kristjane rimski cesar Maksimin Tračan.
Cerkev je vodil le malo časa (od 2. novembra 235 do 3. januarja 236). Po rodu je bil Grk, kar nas spominja na dejstvo, da je v Rimu do takrat na splošno prevladovala grščina. Prav leta 235 so tu razgnali edino teološko šolo pod vodstvom učenega Hipolita, ki je napisal več knjig v grškem jeziku. Šele po Anterovi smrti so v Rimu nastali prvi krščanski latinski spisi. Anter je načrtno zbiral podatke o krščanskih mučencih; tako je nastal dragocen zaklad podatkov o življenju in svetosti zgodnje Cerkve. 

## Smrt in češčenje
Ko je izbruhnilo preganjanje pod cesarjem Maksiminom Tračanom, je bil eden prvih mučencev; pogani so ga usmrtili ravno tedaj, ko je zbiral podatke o mučencih.
Anter je prvi papež, ki so ga pokopali v kripti Kalistovih katakomb. Tu so pred poldrugim stoletjem odkrili njegovo marmornato nagrobno ploščo z grškim napisom Anter škof (Antheros episkopos). Njegov grob in dele epitafa (glej sliko!) so našli leta 1854.

### Ocena
Nimamo zanesljivih podatkov, ali je umrl naravne ali mučeniške smrti. Zato nekateri menijo, da Anter ni bil mučenec. 